# Kaltenbachiella glabra
Kaltenbachiella glabra är en insektsart. Kaltenbachiella glabra ingår i släktet Kaltenbachiella och familjen långrörsbladlöss. Inga underarter finns listade i Catalogue of Life.